# Vadim Schneider
Pour les articles homonymes, voir Schneider.
Vadim Schneider, né le 10 mars 1986 à Meudon (France) et mort le 8 septembre 2003 à Montréal (Canada), est un acteur franco-canadien.

## Biographie
Il est le frère aîné des comédiens Niels Schneider, Volodia Schneider, Aliocha Schneider et Vassili Schneider.
Vadim Schneider a joué dans différentes pièces de théâtre, mais est surtout connu pour son rôle dans la série télévisée canadienne pour la jeunesse 15/A dans laquelle il a incarné Sébastien Dubé, un jeune joueur de tennis plein de talent.

## Accident de la circulation
Le 8 septembre 2003, alors que Vadim Schneider et l'actrice Jaclyn Linetsky se rendent au plateau de 15/A, leur voiture percute un camion semi-remorque. Leur chauffeur s'est endormi au volant. Vadim Schneider a été éjecté du véhicule et meurt sur le coup. Pendant son transport à l'hôpital, Jaclyn succombe à ses blessures. Ils avaient 17 ans.
Cette terrible nouvelle a été un choc tant pour les jeunes amateurs de la série que pour l'équipe de production, les jeunes acteurs étant fort appréciés. Avec l'accord des familles, il est décidé de poursuivre la production en intégrant dans l'histoire la disparition des deux personnages, et d'en faire « une célébration de la vie autant qu'un hommage à la mémoire de ces deux attachants comédiens. ».
Deux fondations ont été créées en leur nom pour amasser des fonds pour des œuvres caritatives: The Jaclyn Linetsky Memorial Fund - Fondation Pour les enfants seulement et Fonds Vadim Schneider - Fonds de développement du Collège Jean-de-Brébeuf.

## Filmographie

### Télévision
- 2003 : 15/A (série télévisée canadienne) : Sébastien Dubé (dans 10 épisodes)